# HTTP грешка 404
404 или грешка Није нађено је HTTP-ов стандардни одзивни код који индикује да је клијент био у могућности да комуницира са сервером, али сервер или није могао да нађе захтевано, или је конфигурисан да не испуни тај захтев а притом не ода разлог зашто. Грешку 404 не треба мешати са грешкама типа "сервер није нађен" или сличним, код којих се уопште не може успоставити комуникација са сервером.

## Општи преглед
Приликом комуникације преко HTTP-a, од сервера се тражи да одговори на захтев, као што је захтев прегледача за HTML документом (веб страном), са нумеричким одзивним кодом и MIME поруком попут електронске поште. У коду 404, прва четворка (4) означава да је у питању грешка клијента, као на пример погрешно откуцан URL. Следеће две цифре показују на коју се специфичну грешку наишло. Коришћење троцифрених кодова код HTTP-а је слично коришћењу таквих кодова код старијих протокола попут FTP-а и NNTP-а.
Постоји мит да је код грешке 404 назван по соби у лабораторијама института CERN, где је развијен WWW.
Међутим, у институту CERN уопште не постоји соба 404.
Сваки одзивни код уз себе садржи информативну реченицу на енглеском језику која обавезно мора бити присутна. Реченица која иде уз грешку 404 је "Није нађено" (Not found). При слању одзивне поруке 404, веб сервер обично уз њу придружи HTML документ који у коме је се налазе и код грешке као и информативна реченица.